# Тоголезский президентский референдум (1972)
Президентский референдум в Того проходил 9 января 1972 года и касался сохранения в качестве президента Того лидера государственного переворота Гнассингбе Эйадемы, который сверг правительство и в 1967 году назначил себя президентом. По официальным данным за Эйадему проголосовали 99,9% избирателей, явка составила 97,8%.  В результате Эйадема остался президентом.

## Предвыборная обстановка

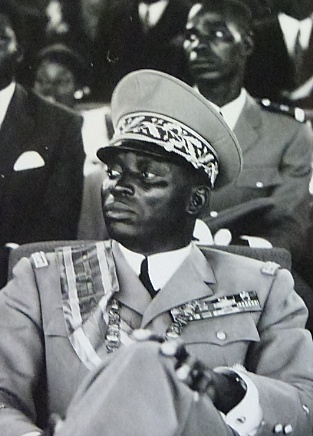
Генерал Гнассингбе Эйадема в 1972 году.

Плебисцит касался сохранения генерала Эйадемы на посту президента. Население должно было одобрить сохранение его у власти через пять лет после военного переворота 14 апреля 1967 года, который привёл к свержению президента Николаса Груницкого, роспуску Национального собрания и отмены Конституции 1963 года.
Объединение тоголезского народа, де-факто единственная партия, основанная Эйадемой 30 августа 1969 года, собралось на конгресс 24 ноября 1971 года и единогласно постановило организовать референдум о продлении роли Эйадемы как главы государства. Таким образом, голосование приняло форму плебисцита о нём лично.
Избирателям был задан вопрос: «Хотите ли Вы, чтобы генерал Эйадема продолжил функции президента республики, порученного ему армией и народом?».

## Результаты
| Выбор                               | Голоса  | %    |
| ----------------------------------- | ------- | ---- |
| «За»                                | 867 941 | 99,9 |
| «Против»                            | 878     | 0,1  |
| Недействительных/пустых бюллетеней  | 170     | −    |
| Всего                               | 868 989 | 100  |
| Зарегистрированных избирателей/Явка | 880 890 | 98,6 |
| Источник: Sternberger et al.        |         |      |